# Frans Michel Penning
Frans Michel Penning (12 septembre 1894 à Gorinchem, Pays-Bas - mort le 6 décembre 1953 à Utrecht, Pays-Bas) est un physicien néerlandais. Il a donné son nom à un piège à ions, à un procédé d'ionisation et à un mélange de gaz (en). Il est également l'inventeur de la jauge de Penning, un manomètre à ionisation.

## Biographie
Sous la supervision de Heike Kamerlingh Onnes, Frans Michel Penning obtient son doctorat le 25 juin 1923 ((nl) Metingen over isopyknen van gassen bij lage temperaturen : Mesures des lignes de densité isométriques des gas à basses températures). 